# Pan candeal
 (mars 2022).
Le pan candeal, sobado ou bregado est un type de pain traditionnel de certaines régions d'Espagne qui était généralement fabriqué avec de la farine de blé candeal (blé dur). En raison de son arôme, de son goût et de son histoire, il est considéré comme un emblème de la préparation boulangère traditionnelle espagnole. Il se caractérise par une mie tendre, dense et serrée, avec une petite alvéole et une faible hydratation. La croûte est fine, croustillante, présentant une surface lisse et une couleur dorée, souvent avec des greñas (grignes) de forme géométrique. Le contraire du pan candeal est le pan de flama, fabriqué à partir de blé tendre.
Les pains candeal sont commercialisés, entre autres, sous forme de pains ronds, de pains de mie, de pains carrés, de beignets, ou de tresses. Ils ne sont pas très rentables à produire car le rapport eau-farine est faible. Il nécessite plus de farine que les autres et c'est le pain dont l'hydratation est la plus faible et le coût de la matière première le plus élevé. À l'heure actuelle (2021), le blé dur est à peine semé en raison de la faible rentabilité qu'il procure aux agriculteurs.

## Étymologie
Candeal vient de cande, un mot archaïque désignant la couleur blanche (du latin candĭdus, qui signifie « blanc immaculé, brillant ou pur »). Bregado et sobado font référence au processus par lequel la pâte (briega) doit passer, entre le pétrissage et la fermentation.
D'autres noms sont pan hiñido (de heñir, « frotter la pâte à pain avec les poings ») à Aliste et Tierra de Alba, dans la province de Zamora, ou pan macerado à Saragosse et dans d'autres régions d'Aragon,.

## Élaboration
Le pain était traditionnellement fabriqué avec de la farine de blé candeal qui a une teneur élevée en protéines et moins de gluten que le blé actuellement commercialisé, et dont la farine est moins résistante que la farine conventionnelle.
La transformation se fait par raffinage au rouleau au lieu du pétrissage. Cette technique consiste à étaler la pâte plusieurs fois à l'aide d'un rouleau ou d'une machine. Le nombre de pâtes n'est que de un au lieu des deux habituels[pas clair].